# Amphicteis theeli
Amphicteis theeli är en ringmaskart som beskrevs av Maurice Caullery 1944. Amphicteis theeli ingår i släktet Amphicteis och familjen Ampharetidae. Inga underarter finns listade i Catalogue of Life.